# Elecciones generales de España de 1931

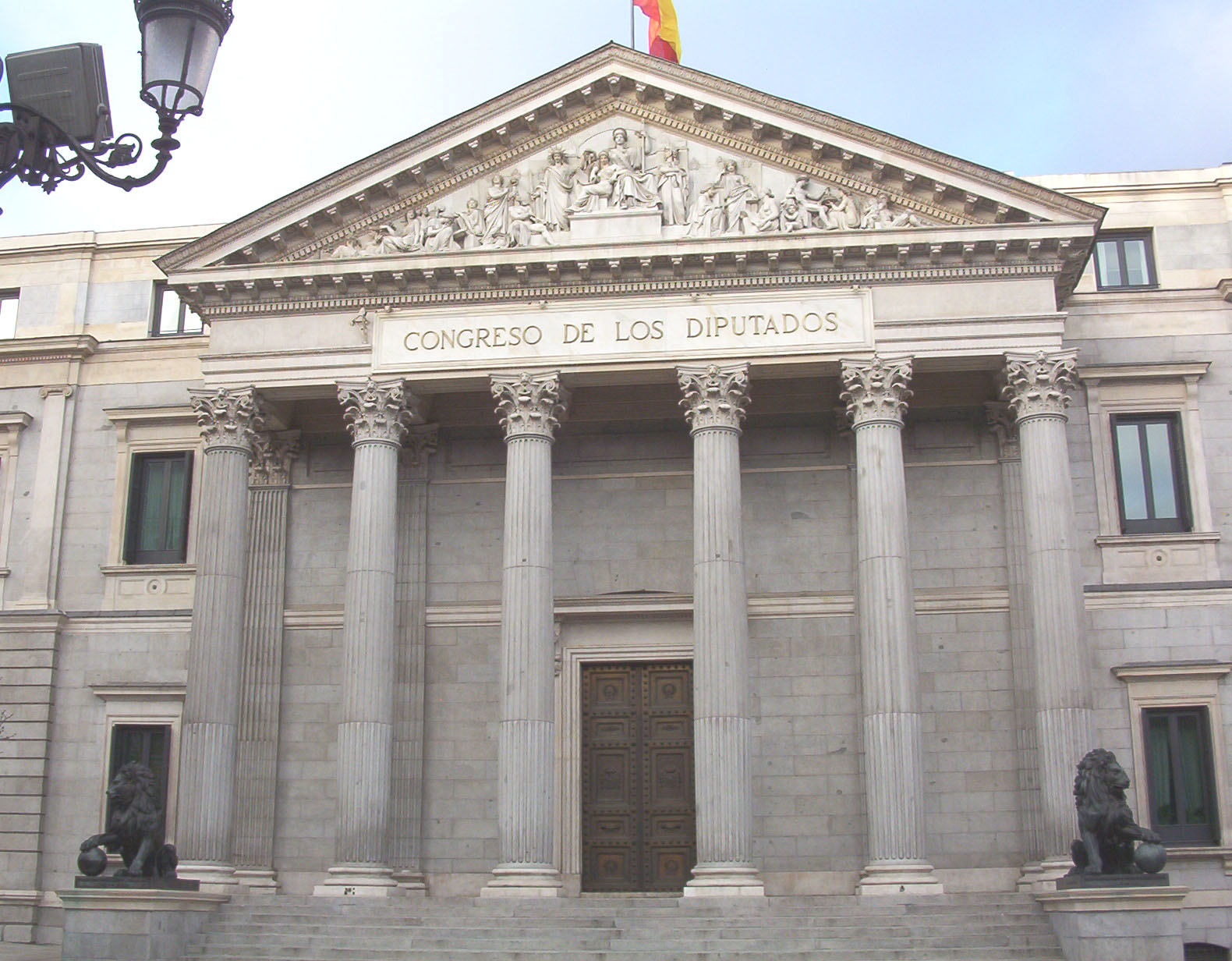
Fachada principal del Palacio de las Cortes.

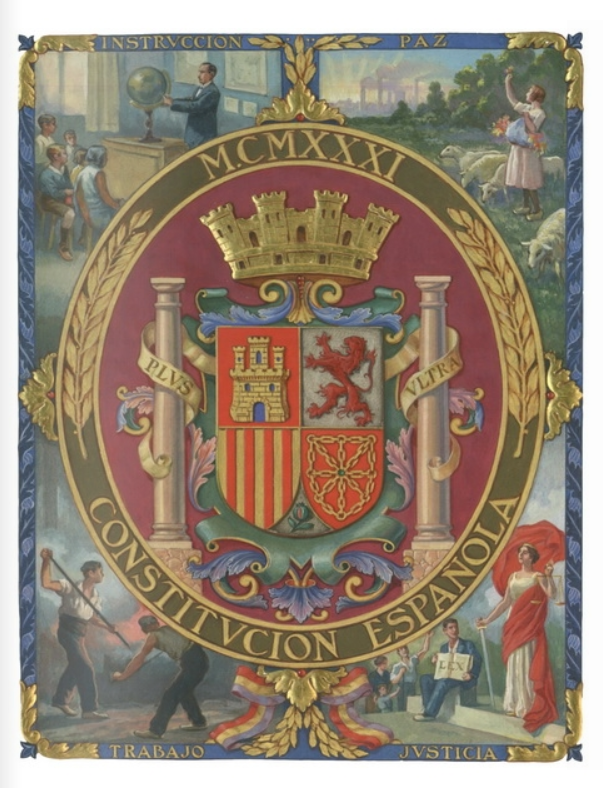
Portada de la Constitución de 1931 (ejemplar del Congreso de Diputados).

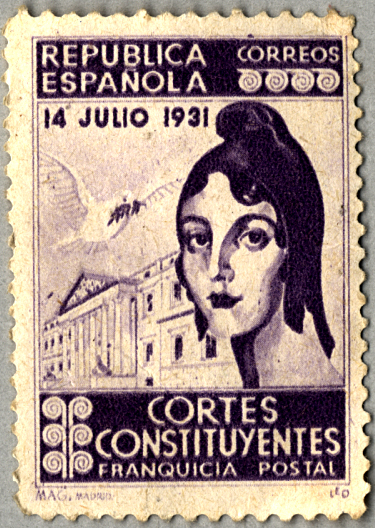
Sello de correos conmemorativo de las Cortes Constituyentes

La primera vuelta de las elecciones generales de España de 1931, consideradas a Cortes Constituyentes, se celebró el 28 de junio de 1931. La segunda vuelta se prolongó, con diversas elecciones parciales, entre el 19 de julio y el 8 de noviembre. Tuvieron lugar poco después de la proclamación de la Segunda República Española con el fin de elaborar una nueva constitución. A ellas concurrieron, por una parte la Conjunción Republicano-Socialista, compuesta por el PSOE, los radicales de Lerroux, los radicalsocialistas, la Derecha Liberal Republicana de Alcalá-Zamora y la Acción Republicana de Azaña, si bien cada partido concurría con su propio programa. La derecha antirrepublicana concurrió dividida y no presentó candidaturas en parte de las circunscripciones.
Las elecciones dieron un triunfo rotundo a la Conjunción Republicano-Socialista. La derecha y el centro republicanos (con la excepción de los radicales) quedaban reducidos a un papel testimonial, en tanto que la derecha monárquica sufría un serio revés. Como resultado la mayoría de las izquierdas en el Parlamento (nucleada en torno a socialistas, radicalsocialistas y Acción Republicana, puesto que radicales y progresistas abandonaron pronto la coalición) dio lugar al denominado bienio reformista entre los años 1931 y 1933.
En dichas elecciones las mujeres podían ser elegidas (de hecho fueron elegidas tres mujeres como diputadas) pero no pudieron votar.

## Ley electoral
Por Decreto de 3 de junio de 1931 se convocaron las elecciones para el 28 de junio y se estableció que las Cortes Constituyentes estarían compuestas por una sola Cámara elegida por sufragio masculino, contemplándose el sufragio pasivo femenino (no así el activo), y que la apertura de sus sesiones tendría lugar en el Palacio del Congreso el día 14 de julio (aniversario de la toma de la Bastilla que en 1789 dio inicio a la Revolución francesa).
Las Cortes se declaran investidas con el más amplio poder constituyente y legislativo. Ante ellas, tan pronto queden constituidas, resignará sus poderes el Primer Gobierno Provisional de la Segunda República Española, y sea cual fuere el acuerdo de las Cortes, dará cuenta de sus actos.
Las elecciones se celebrarían según la ley electoral de 1907, ampliamente modificada por el Decreto de 8 de mayo de 1931. Mediante este decreto se sustituía la elección uninominal en pequeñas circunscripciones, por la elección por lista y provincia (o ciudad mayor de 100.000 habitantes: Madrid, Barcelona, Valencia, Bilbao, Sevilla, Zaragoza, Málaga, Córdoba, Granada y Murcia), mediante un sistema mixto entre mayoritario y proporcional, que concedía una amplia prima a la candidatura más votada, reservando un cierto número de puestos a la segunda. La candidatura mayoritaria obtenía el 80% de los escaños en juego, siempre y cuando hubiese obtenido más del 20% de los votos emitidos, reservándose el 20% restante a las minorías. Además de sustituir los pequeños distritos uninominales, un sistema que dejaba "ancho cauce a la coacción caciquil", por las circunscripciones provinciales y de las ciudades de más 100.000 habitantes, la modificación de la ley electoral de 1907 también estableció que las mujeres y los sacerdotes pudieran presentarse como candidatos y que se rebajara la edad mínima para votar de 25 a 23 años. También se derogó el polémico artículo 29 de la Ley de 1907 que proclamaba elegidos a los candidatos de los distritos en los que sólo se hubiera presentado una candidatura, una artimaña profusamente utilizada en el fraude electoral institucionalizado de la Restauración.

## Resultados
El resultado de las elecciones constituyentes fue una aplastante victoria de los partidos que integraban el Gobierno Provisional ya que coparon cerca del 90% de los escaños en disputa. Los que obtuvieron mayor número de diputados fueron el Partido Socialista Obrero Español que con sus 116 diputados (o 115, según otros cómputos) se convirtió en la minoría mayoritaria de las nuevas Cortes, y el Partido Republicano Radical de Alejandro Lerroux que obtuvo 89 (o 90) seguidos del Partido Republicano Radical Socialista de Álvaro de Albornoz y Marcelino Domingo con 55 (o 61), Acción Republicana de Manuel Azaña con 30 (si añadimos posteriores incorporaciones), la Derecha Liberal Republicana del presidente Niceto Alcalá-Zamora y Miguel Maura 22 (o 25), y la Esquerra Republicana de Cataluña y otros partidos nacionalistas catalanes coaligados, representados en el Gobierno Provisional por Luis Nicolau d'Olwer, con 36 diputados, y la Federación Republicana Gallega de Santiago Casares Quiroga con 13 (o 15). La mayoría de estos partidos, especialmente los de izquierda, defendían que la nueva Constitución no tenía que ser únicamente la norma suprema del Estado, sino un instrumento de "transformación de España en todos sus aspectos e instituciones jurídicas, políticas y sociales".
La derecha monárquica y católica sólo consiguió unos 50 diputados, repartidos entre los quince agrarios de José Martínez de Velasco y los cinco de Acción Nacional de José María Gil Robles, que formarían la Minoría Agraria, y los diputados de la coalición católico-fuerista, integrada por la carlista Comunión Tradicionalista, los nacionalistas vascos del PNV y católicos independientes, que había triunfado en las Provincias Vascongadas y Navarra, y que constituirían la minoría vasco-navarra con 15 diputados, además de otros diputados monárquicos y regionalistas de derechas.
No existe unanimidad acerca de la afiliación política de todos los parlamentarios. Además, los grupos parlamentarios fueron muy móviles. De acuerdo con estas salvedades, los resultados pueden desglosarse de la siguiente manera:
| ← Elecciones generales españolas, 28 de junio de 1931 → |                                                              |         |         |        |      |
| Afiliación                                              |                                                              | Partido | Escaños | % Esc. | Dif. |
| Izquierda Marxista y/o Revolucionaria                   |                                                              |         |         |        |      |
|                                                         | Partido Socialista Obrero Español (PSOE)                     | 115/470 | 24,5    | -      |      |
|                                                         | Unió Socialista de Catalunya (USC)                           | 4/470   | 0,9     | -      |      |
|                                                         | Izquierda Revolucionaria Antifascista (IRA)                  | 2/470   | 0,4     | -      |      |
|                                                         | Extrema Esquerra Federal (EEF)                               | 2/470   | 0,4     | -      |      |
|                                                         | Federales independientes (Extrema Izquierda)                 | 2/470   | 0,4     | -      |      |
|                                                         | Bloc Obrer i Camperol/Bloque Obrero y Campesino (BOC)        | 0/470   | 0       | -      |      |
|                                                         | Partido Comunista de España (PCE)                            | 0/470   | 0       |        |      |
| Republicanos de Izquierdas                              |                                                              |         |         |        |      |
|                                                         | Partido Republicano Radical Socialista (PRRS)                | 59/470  | 12,5    | -      |      |
|                                                         | Acción Republicana (AR)                                      | 26/470  | 5,5     | -      |      |
|                                                         | Partido Republicano Democrático Federal (PRDF)               | 16/470  | 3,4     | -      |      |
|                                                         | Agrupación al Servicio de la República (ASR)                 | 13/470  | 2,8     | -      |      |
|                                                         | Esquerra Catalana Radical Socialista (ECRS)                  | 2/470   | 0,4     | -      |      |
|                                                         | Republicanos Independientes                                  | 6/470   | 1,3     | -      |      |
| Nacionalistas de Izquierdas                             |                                                              |         |         |        |      |
|                                                         | Esquerra Republicana de Catalunya (ERC)                      | 29/470  | 6,2     | -      |      |
|                                                         | Federación Republicana Gallega (FRG)                         | 14/470  | 3,0     | -      |      |
| Republicanos de Centro y de Derecha                     |                                                              |         |         |        |      |
|                                                         | Partido Republicano Radical (PRR)                            | 90/470  | 19,1    | -      |      |
|                                                         | Derecha Liberal Republicana (DLR)                            | 25/470  | 5,3     | -      |      |
|                                                         | Partido Republicano Liberal Demócrata (PRLD)                 | 4/470   | 0,9     | -      |      |
|                                                         | Partido Republicano de Centro (PRCe)                         | 2/470   | 0,4     | -      |      |
|                                                         | Apoyo a la República (AAR)                                   | 2/470   | 0,4     | -      |      |
|                                                         | Agrupación Republicana Provincial (ARP)                      | 2/470   | 0,4     | -      |      |
|                                                         | Republicanos independientes (liberales, agrarios, católicos) | 4/470   | 0,8     | -      |      |
| Regionalistas y Nacionalistas de Centro y de Derecha    |                                                              |         |         |        |      |
|                                                         | Partido Nacionalista Vasco (PNV)                             | 7/470   | 1,5     | -      |      |
|                                                         | Independientes Galleguistas                                  | 5/470   | 1,0     | -      |      |
|                                                         | Independientes pro-Estatuto Estella                          | 3/470   | 0,6     | -      |      |
|                                                         | Lliga Regionalista de Catalunya (LR)                         | 2/470   | 0,4     | -      |      |
|                                                         | Partit Catalanista Republicà (PCR)                           | 2/470   | 0,4     | -      |      |
|                                                         | Partido Nazonalista Republicano de Ourense (PNzR)            | 1/470   | 0,2     |        |      |
|                                                         | Partido Agrario Republicano Autonomista (PARA)               | 1/470   | 0,2     | -      |      |
| Derechas                                                |                                                              |         |         |        |      |
|                                                         | Agrarios (A)                                                 | 15/470  | 3,2     | -      |      |
|                                                         | Acción Nacional (AN)                                         | 5/470   | 1,1     | -      |      |
| Derecha Monárquica                                      |                                                              |         |         |        |      |
|                                                         | Comunión Tradicionalista (CT)                                | 4/470   | 0,9     | -      |      |
|                                                         | Católico Agrarios (Cat Agr)                                  | 3/470   | 0,6     | -      |      |
|                                                         | Unión Monárquica (UM)                                        | 1/470   | 0,2     | -      |      |
|                                                         | Partido Católico Tradicionalista (PCT)                       | 1/470   | 0,2     | -      |      |
|                                                         | Monárquico Liberal                                           | 1/470   | 0,2     | -      |      |
| TOTAL                                                   | TOTAL                                                        | TOTAL   | 470     | 100,00 | -    |

## Cambios en la composición del Congreso 1931-1933

### Cambios en 1931
- Hubo 22 diputados elegidos en más de una circunscripción; tuvieron que renunciar a los escaños sobrantes, por lo que se realizó una nueva elección para cubrir las vacantes el 4 de octubre de 1931 (y en Barcelona-capital, una segunda vuelta el 11 de octubre); también para la vacante dejado en Logroño por la muerte de Villanueva. Cambios en número de diputados: +5 PSOE, +2 Radicales, +1 LR, PCR, Indep, Agr; -5 PRRS. -2 PRLD y -1 ERC, USC, DLR y ASR.[7]

- Se forma el Grupo Agrario con los 15 diputados agrarios (la mayoría elegidos de forma aislada), los 5 de Acción Nacional, los 3 tradicionalistas que se presentaron como Católico-Agrarios (Salamanca y Burgos) y dos republicanos independientes (Cid Ruiz-Zorrilla y Rufino Cano).

- El grupo de Esquerra Catalana incluye no sólo a los diputados de ERC y USC, sino también a tres (de los 4) diputados del PRD Federal elegidos en Cataluña (Layret y Dolcet, de Barcelona-provincia, y Albert, de Gerona), a los federales independientes de extrema izquierda Ángel Samblancat y Ramón Franco (Barcelona-capital) y los dos diputados de Extrema Esquerra Federal. Gabriel Alomar fue elegido diputado del PSOE en Baleares y de USC en Barcelona; aunque renunció a esta última acta, se mantuvo en el grupo de Esquerra Catalana.

- Los 2 diputados elegidos como Esquerra Catalana Radical-Socialista se inscriben en el Grupo del PRRS.

- Se forma el Grupo Vasco-Navarro con los diputados de PNV, Independientes pro-Estatuto de Estella, P.Católico Tradicionalista, y los 4 carlistas elegidos en País Vasco y Navarra.

- El Grupo FRG (luego ORGA) incorpora 4 independientes galleguistas, 1 del PNzR, y 1 del PSOE. Al Servicio de la República incorpora 1 socialista. Carlos Esplá, elegido como Republicano independiente se incorpora a Acción Republicana.

- Se registran en el grupo «Republicanos Independientes» los cinco independientes de izquierda (Felipe Sánchez-Román, Unamuno, Zulueta, de Tapia, Pazos), más un liberal independiente (Alba), un republicano católico independiente, 2 de ARP (Velayos y Torres), 2 de Apoyo a la República (Ossorio y Sánchez Guerra), 1 Ind.Galleguista (Reino Caamaño), 1 Radical (Fajardo) y 1 del PSOE.

- La Derecha Liberal Republicana cambia su nombre por Partido Republicano Progresista. De los 24 diputados, sólo siete se quedan junto al Presidente Alcalá-Zamora en el PRP. Por su parte, Miguel Maura y 12 diputados más dejan el partido y forman el Partido Republicano Conservador. Otros tres diputados irán a otros grupos parlamentarios ( 1 a Lliga, y 2 a Rep. Indep).

### Cambios en 1932
- Enero: Divisiones internas en el PRD Federal llevan a la separación de José Franchy y Roca (que llegó a ser ministro); en abril de 1933 se produjo la reunificación de ambos grupos.

- Se rompe el Grupo Vasco-navarro, por desavenencias entre el PNV y la Comunión Tradicionalista.

- Nace el Partido Republicano Gallego por unión de la ORGA, el Partido Galleguista y el Partido Nazonalista Republicano de Ourense.

- La Izquierda Revolucionaria Antifascista había obtenido dos escaños. Ramón Franco, elegido en dos circunscripciones, se mantuvo como diputado federal independiente en el grupo de Esquerra Catalana; su escaño por Sevilla lo ocupó Balbontín, que en 1932 forma el Partido Social Revolucionario. En enero de 1933 la Izquierda Revolucionaria Antifascista (IRA) apoyó a los anarquistas sublevados en Casas Viejas, lo cual les enfrentó a todos los republicanos.

- Cuatro de los cinco independientes en el grupo de Esquerra Catalana se afilian a partidos: Pedro Corominas, Suñol y Pi i Sunyer se incorpora definitivamente a ERC,  mientras que Hurtado pasa al Partit Catalanista Republicà (que en marzo de 1933 pasa a llamarse Acció Catalana Republicana). A su vez, el federal independiente Ángel Samblancat funda la Extrema Esquerra Republicana.

- Manuel Carrasco Formiguera deja el PCR y funda Unió Democràtica de Catalunya.

- Se reunifica la Comunión Tradicionalista, reuniendo a Carlistas y Tradicionalistas, incluyendo los 3 tradicionalistas que se presentaron como "católicos agrarios" por Burgos y Salamanca, aunque éstos se mantuvieron en la Minoría Agraria.

### Cambios en 1933
- Enero: Joan Lluhí, Josep Tarradellas y Antoni Xirau dejan ERC y fundan el Partit Nacionalista Republicà d’Esquerra.

- Enero: Los monárquicos de la antigua Acción Popular forman Renovación Española, liderada por Calvo Sotelo. Este partido establece una alianza electoral con la CT denominada TYRE (Tradicionalistas y Renovación Española).

- Febrero: Lliga Regionalista de Catalunya cambia su nombre por Lliga Catalana.

- Febrero: Balbontín disuelve el Partido Social Revolucionario y se integra en el Partido Comunista de España, otorgándole a este un escaño en el congreso.

- Marzo: Nace la CEDA por fusión de Acción Popular (antes Acción Nacional) y Derecha Regional Valenciana. Algunos diputados Agrarios (como el propio Gil Robles) forman parte de la CEDA.

- Dos escisiones en el PRRS, opuestas a la línea oficial encabezada por Félix Gordón: En mayo de 1932 la Izquierda Radical Socialista (Juan Botella Asensi, Eduardo Ortega y Gasset). El 24 de septiembre de 1933 el Partido Republicano Radical Socialista Independiente (Marcelino Domingo), al que se vincula el PRRS Català (nombre adoptado por la Esquerra Catalana Radical Socialista).

- Al Servicio de la República deja de funcionar como partido, aunque el grupo parlamentario permanece. La mayoría de sus miembros se retiran de la política (José Ortega y Gasset) o siguen como Republicanos Independientes (Vicente Iranzo, Publio Suárez Uriarte). Una corriente de centro-izquierda formará en 1934 el Partido Nacional Republicano (Felipe Sánchez Román y Justino de Azcárate).

Entre 1931 y 1933 son dados de baja 37 diputados: 10 de ellos del Partido Republicano Radical, 6 del PSOE, 4 de ERC, 4 del Partido Republicano Radical Socialista, 4 de la Agrupación al Servicio de la República, 2 Federales, 1 Progresista,1 del Partido Republicano Conservador, 1 del PRCe, 1 de la USC, 1 de la Federación Republicana Gallega, 1 Agrario y 1 Carlista.
Composición del Congreso tras los cambios (9 de octubre de 1933):
| Afiliación                                           |                                                              | Partido | Escaños         | % Esc. | Dif. |
| Izquierda Marxista y/o Revolucionaria                |                                                              |         |                 |        |      |
|                                                      | Partido Socialista Obrero Español (PSOE)                     | 112/470 | 23,8            | 3      |      |
|                                                      | Unió Socialista de Catalunya (USC)                           | 3/470   | 0,6             | 1      |      |
|                                                      | Extrema Esquerra Federal (EEF)                               | 1/470   | 0,2             | 1      |      |
|                                                      | Federales independientes (Extrema Izquierda)                 | 1/470   | 0,2             | 1      |      |
|                                                      | Extrema Esquerra Republicana (EER)                           | 1/470   | 0,2             | nuevo  |      |
|                                                      | Partido Comunista de España (PCE)                            | 1/470   | 0,2             | 1      |      |
|                                                      | Bloc Obrer i Camperol/Bloque Obrero y Campesino (BOC)        | 0/470   | 0               | -      |      |
| Republicanos de Izquierdas                           |                                                              |         |                 |        |      |
|                                                      | Acción Republicana (AR)                                      | 27/470  | 5,7             | 1      |      |
|                                                      | Partido Republicano Radical Socialista Independiente (PRRSI) | 28/470  | 5,9             | nuevo  |      |
|                                                      | Partido Republicano Radical Socialista (PRRS)                | 24/470  | 5,1             | 37     |      |
|                                                      | Partido Republicano Democrático Federal (PRDF) e indep.      | 11/470  | 2,3             | 5      |      |
|                                                      | Agrupación al Servicio de la República (ASR)                 | 9/470   | 1,9             | 4      |      |
|                                                      | Repubicanos Independientes                                   | 5/470   | 1,1             | 1      |      |
|                                                      | Izquierda Radical Socialista (IRS)                           | 2/470   | 0,4             | nuevo  |      |
| Nacionalistas de Izquierdas                          |                                                              |         |                 |        |      |
|                                                      | Esquerra Republicana de Catalunya (ERC)                      | 23/470  | 4,9             | 6      |      |
|                                                      | Partido Republicano Gallego (PRG)                            | 19/470  | 4,0             | nuevo  |      |
|                                                      | Partit Nacionalista Republicà d’Esquerra. (PNRE)             | 3/470   | 0,6             | nuevo  |      |
| Republicanos de Centro y de Derecha                  |                                                              |         |                 |        |      |
|                                                      | Partido Republicano Radical (PRR)                            | 81/470  | 17,23           | 9      |      |
|                                                      | Partido Republicano Conservador (PRC)                        | 12/470  | 2,6             | nuevo  |      |
|                                                      | Partido Republicano Progresista (PRP)                        | 7/470   | 1,5             | 18     |      |
|                                                      | Partido Republicano Liberal Demócrata (PRLD)                 | 2/470   | 0,4             | 2      |      |
|                                                      | Partido Republicano de Centro (PRCe)                         | 1/470   | 0,2             | 1      |      |
|                                                      | Republicanos independientes (liberales, agrarios, católicos) | 11/470  | 2,3             | 7      |      |
| Regionalistas y Nacionalistas de Centro y de Derecha |                                                              |         |                 |        |      |
|                                                      | Partido Nacionalista Vasco (PNV)                             | 7/470   | 1,5             | -      |      |
|                                                      | Lliga Catalana (LC)                                          | 4/470   | 0,9             | 2      |      |
|                                                      | Acció Catalana Republicana (ACR)                             | 3/470   | 0,6             | nuevo  |      |
|                                                      | Unió Democràtica de Catalunya (UDC)                          | 1/470   | 0,2             | nuevo  |      |
|                                                      | Partido Agrario Republicano Autonomista (PARA)               | 1/470   | 0,2             | -      |      |
| Derechas                                             |                                                              |         |                 |        |      |
|                                                      | Agrarios (A)                                                 | 15/470  | 3,2             | -      |      |
|                                                      | Confederación Española de Derechas Autónomas (CEDA)          | 5/470   | 1,1             | -      |      |
|                                                      | Renovación Española (RE)                                     | 2/470   | 0,4             | nuevo  |      |
| Derecha Monárquica                                   |                                                              |         |                 |        |      |
|                                                      | Comunión Tradicionalista (CT)                                | 10/470  | 2,1             | 6      |      |
|                                                      | Monárquico Liberal                                           | 1/470   | 0,2             | -      |      |
| TOTAL                                                | TOTAL                                                        | TOTAL   | 433 + 37 vacíos | 100,00 | -    |

## Sucesos
Si el domingo 28 de junio de 1931 se celebraron en todo el territorio nacional las primeras elecciones democráticas durante la Segunda República, al día siguiente, lunes 29 de junio, la CNT había convocado una jornada de huelga general en la construcción y otras ramas de la industria. Según las noticias periodísticas que se hicieron públicas el día 30 de junio, se informaba de un luctuoso enfrentamiento: 

En un pueblo de Granada se registran sucesos gravísimos.
Almedinilla, 30 (3,30 m.)- En el pueblo de Almedinilla se han desarrollado gravísimos sucesos. En una colisión entre monárquicos y socialistas, intervinieron los comunistas, cruzándose entre ellos numerosos disparos. La guardia civil del puesto, viéndose impotente, pidió refuerzos llegando a poco dos camiones cargados de fuerzas de dicho instituto. Se sabe que en las colisiones registradas han resultado cinco muertos y numerosos heridos. Los guardias no pudieron entrar en el pueblo, quedánsose en las alturas que lo dominan.

### Citas
1. ↑  Historia electoral (el resultado es aproximado).
2. ↑  «Los Estatutos de Autonomía y las elecciones a Constituyentes». Manuel Tuñón de Lara, La España del siglo XX, Laia, Barcelona, 1981, págs. 314-315. 1981.
3. ↑  Juliá, Santos (2009). La Constitución de 1931. Madrid: Iustel. pp. 34-36. ISBN 978-84-9890-083-5.
4. ↑  Juliá, Santos (2009). La Constitución de 1931. Madrid: Iustel. pp. 37-38. ISBN 978-84-9890-083-5. «Todo el Parlamento, por decirlo con alguna exageración, era Gobierno. Esto fue así porque el Gobierno Provisional que convocó las elecciones no había salido de las Cortes, ni su composición y distribución de ministerios obedecía a la aritmética parlamentaria, sino que fue consecuencia de un pacto previo a la caída de la Monarquía, mantenido tras la instauración de la República».
5. ↑  Juliá, Santos (2009). La Constitución de 1931. Madrid: Iustel. p. 38. ISBN 978-84-9890-083-5.
6. ↑  Elecciones a Cortes Constituyentes (28 de junio de 1931), en Historiaelectoral.com.
7. ↑  https://www.historiaelectoral.com/e1931p.html  Cambios de diputados en las Cortes Constituyentes 1931 - 1933, en Historiaelectoral.com.
8. ↑  En un pueblo de Granada, en el diario La Voz, 30 de junio de 1931, pág. 21.